# 少鳞冷水花
少鳞冷水花（学名：Pilea squamosa var. sparsa）为荨麻科冷水花属下的一个变种。

## 扩展阅读
- 維基物種上的相關：少鳞冷水花